# Walentin Bratoew
Walentin Bratoew (bg. Валентин Братоев) (ur. 21 października 1987 w Sofii) – bułgarski siatkarz, reprezentant kraju, grający na pozycji przyjmującego. 
Jego brat bliźniak Georgi Bratoew, również jest reprezentantem Bułgarii.

## Sukcesy klubowe
Liga bułgarska:
- 2009, 2017, 2018
- 2021
- 2005, 2013

Klubowe Mistrzostwa Świata:
- 2010

Liga Mistrzów:
- 2011

Liga włoska:
- 2011

Puchar Niemiec:
- 2014

Liga niemiecka:
- 2014

Superpuchar Bułgarii:
- 2017, 2020

Puchar Bułgarii:
- 2018, 2021, 2024[2]

## Sukcesy reprezentacyjne
Mistrzostwa Europy:
- 2009

Memoriał Huberta Jerzego Wagnera:
- 2014

Igrzyska Europejskie:
- 2015

## Nagrody indywidualne
- 2020: MVP Superpucharu Bułgarii